# آنت بدلند
آنت بدلند (انگلیسی: Annette Badland؛ زادهٔ ۲۶ اوت ۱۹۵۰) بازیگر اهل بریتانیا است. وی از سال ۱۹۷۰ میلادی تاکنون مشغول فعالیت بوده‌است.
از فیلم‌ها یا برنامه‌های تلویزیونی که وی در آن نقش داشته‌است، می‌توان به برژراک، چارلی و کارخانه شکلات‌سازی، لیتل ویس، دکتر هو، ایست‌اندرز، غریبه، تد لسو، بهار زندگی دوشیزه جین برودی، تلفات، شهر هالبی، میمون شاه، پوآرو، خیابان کورونیشن، اسکینز، پدر براون، آدمکشان میدسامر، گروتسک، بیست و چهار هفت، نانوا، شوری خاموش، مردی که کریسمس را اختراع کرد، افق، پلی‌هاوس تقدیم می‌کند، استرایک، تاج، اسیران و کبوتر بی‌باک اشاره کرد.